# アンディ・フィンチ
アンディ・フィンチ（Andy Finch、1981年3月20日 - ）は、アメリカ・カリフォルニア州フレスノ出身のスノーボード選手。
2003年、2004年アメリカGPハーフパイプ総合優勝、2004年4月ノルウェーで行われたアクティック・チャレンジ、2004年2月のVANSカップ、2005年1月のオニール・スノボード・ジャムで優勝。2006年のトリノオリンピックではアメリカ代表に選ばれた。
2011年にはCBSのリアリティ番組のアメージング・レースの第19シリーズ（The Amazing Race 19）にも親友で同じくスノーボード選手のTommy Czeschinとチームを組んで参加している 。11チーム中4位となり惜しくもファイナルレッグ進出を逃すも、歴代4位（出場した当時は3位）となる計6レッグで1位獲得という記録を残した。